# Столяров, Николай Сергеевич
Николай Сергеевич Столяров (род. 1947) — военный и государственный деятель, учёный, доктор экономических наук, кандидат философских наук, профессор, заслуженный экономист Российской Федерации, генерал-майор авиации, действительный государственный советник Российской Федерации первого класса.

## Биография
Родился в деревне Александровка Калинковичского района Гомельской области в многодетной крестьянской семье. Трудовую деятельность начал с 16 лет мостовым рабочим Гомельской дистанции пути. Одновременно учился в школе рабочей молодежи № 2 города Речица. В 1969 году окончил Ейское высшее военное авиационное училище летчиков. До 1974 года служил на командно-штабных должностях в частях ВВС Белорусского военного округа. В 1974 году окончил Военно-воздушную академию им. Ю. А. Гагарина, в 1980 году — адъюнктуру этой же академии, по окончании которой защитил диссертацию на соискание ученой степени кандидата философских наук; в 1980—1990 гг. — преподаватель, старший преподаватель Военно-воздушной академии им. Ю. А. Гагарина. Генерал-майор авиации..
В сентябре 1990 года избран Председателем Центральной Контрольной комиссии Компартии РСФСР.
С 28 августа по 3 декабря 1991 года — заместитель Председателя КГБ СССР — начальник управления кадров КГБ СССР. В. В. Бакатин, возглавлявший в этот период КГБ СССР, так характеризовал Н. С. Столярова: «Это — спокойный, уравновешенный человек, никогда не теряющий лица и мужества. Тем не менее отсутствие опыта административной и кадровой работы помешали ему решительно отбросить старые порядки и, опираясь на прогрессивных людей комитета, разработать план обновления кадров КГБ. В чём-то ему, видимо, мешал и мой, зачастую субъективный, подход».
С 16 декабря 1991 по сентябрь 1992 года был Председателем Комитета Министерства обороны СССР по работе с личным составом — помощником Министра обороны СССР, а после ликвидации СССР — Председателем Комитета по работе с личным составом ОВС СНГ — помощником Главнокомандующего ОВС СНГ. Комитет был образован вместо упраздненного Главного военно-политического управления Советской Армии и Военно-морского флота, на него была возложена задача в новых исторических условиях организовать воспитательную работу с военнослужащими.
За время многократных командировок в «горячие точки» (Приднестровье, Северный Кавказ) посредством переговоров освободил 44 заложника (плененных военнослужащих).
С 1993 по 2000 годы — депутат Государственной Думы Федерального Собрания Российской Федерации первого и второго созывов. С 2000 по 2014 год работал в Счетной палате Российской Федерации. Занимал должности советника Председателя Счетной палаты Российской Федерации, начальника Управления по взаимодействию с контрольно-счетными органами Российской Федерации, заместителя Руководителя аппарата Счетной палаты Российской Федерации, ответственного секретаря Ассоциации контрольно-счетных органов Российской Федерации (АКСОР). Организовал выпуск научно-практического журнала «Вестник АКСОР» и с 2006 по 2014 год был его главным редактором. С 2011 по 2014 год возглавлял кафедру государственного и муниципального управления Российского университета дружбы народов. В 2014−2015 годах работал вице-президентом ОАО «Концерн „Авионика“» по экономической безопасности и управлению персоналом.
С 2018 года является главным научным сотрудником Государственного научно-исследовательского института гражданской авиации (ГосНИИ ГА), в 2024 году решением конкурсной комиссии ГосНИИ ГА переизбран на очередные 5 лет.

### Политическая деятельность
Состоял в КПСС с 1968 до запрета партии в ноябре 1991 года. Делегат XXVIII съезда КПСС, на котором был избран членом ЦК КПСС.
С сентября 1990 по 6 ноября 1991 года — Председатель Центральной Контрольной комиссии Компартии РСФСР; представлял реформаторское крыло в партии, выступал за её обновление и превращение в партию парламентского типа, за конструктивный диалог со всеми политическими силами страны. Свою политическую позицию излагал в многочисленных выступлениях и публикациях.
Во время событий 19-21 августа 1991 года Н. С. Столяров находился в здании Верховного Совета РСФСР. Стремясь предотвратить кровопролитие, вел по средствам правительственной связи переговоры с представителями ГКЧП, вместе с А. В. Руцким летал в Форос с целью возвращения М. С. Горбачёва в Москву.
В октябре 1992 года был приглашён на работу в качестве советника Председателя Верховного Совета Российской Федерации по военным и политическим вопросам. В марте 1993 г. занимаемая Н. Столяровым должность была сокращена, после того, как он направил Б. Н. Ельцину и Р. И. Хасбулатову аналитическую записку, в которой прогнозировались последствия усиливающегося противостояния властей. В записке содержался призыв: «Прогнозируются различные варианты событий. Но выход один — во имя высших интересов России немедленно отбросить политические амбиции, забыть вольно или невольно нанесенные обиды и сделать реальный и ощутимый всеми шаг к компромиссу… Логика дальнейшего противостояния с неизбежностью и независимо от устремлений политических лидеров приведёт к национальной катастрофе». Через полгода этот прогноз воплотился в реальность. Политическое кредо Н. С. Столярова — «Политика — дело не грязное» — предстало, таким образом, как желаемое, а не действительность.
Являлся депутатом Государственной Думы Федерального Собрания РФ первого (1993—1995) и второго (1995—1999) созывов, избирался как независимый депутат по Ногинскому одномандатному округу Московской области. В Государственной Думе Российской Федерации первого созыва вошёл в состав депутатской группы «Новая региональная политика». Был заместителем председателя Комитета Государственной Думы Российской Федерации по вопросам геополитики. Участвовал в разработке федеральных законов «О государственной границе Российской Федерации», «О континентальном шельфе», «Об исключительной экономической зоне», «О космической деятельности», «О государственной поддержке развития авиации Российской Федерации» и др. Вошёл в состав группы по разработке законопроекта о военной реформе.
Возглавляя подкомитет по авиации и космонавтике, организовал парламентские слушания о роли авиации и космонавтики в защите геополитических интересов России и обеспечении национальной безопасности.
В Государственной Думе второго созыва являлся членом депутатской группы «Российские регионы» (независимые депутаты). Сторонник тесной интеграции республик бывшего СССР, Н. С. Столяров был заместителем председателя Комитета по международным делам, заместителем председателя комиссии Парламентского Собрания Союза России и Белоруссии по безопасности, обороне и борьбе с преступностью.
С 2000 г. по 2014 год работал в Счётной палате Российской Федерации, где занимался укреплением «вертикали» органов внешнего финансового контроля (аудита), организацией взаимодействия Счетной палаты Российской Федерации с региональными и муниципальными контрольно-счетными органами при проведении контрольных, экспертно-аналитических и иных совместных мероприятий.
В 2016 баллотировался на выборах в Государственную думу от партии «Гражданская платформа» по Новгородскому избирательному округу. Занял последнее место в округе, набрав 1,1 % голосов.

### Научно-педагогическая деятельность
С 1980 по 1990 год — преподаватель Военно-воздушной академии им. Ю. А. Гагарина. С 1992 по 2000 год — декан Высшей школы менеджмента Международного университета в Москве, где по специальности «менеджмент» были подготовлены сотни увольняемых в запас офицеров. 8 ноября 2006 года защитил докторскую диссертацию на тему «Финансовый контроль в системе стратегического управления социально-экономическим развитием России» по специальности 08.00.10 — Финансы, денежное обращение и кредит. Работал (по совместительству) профессором Финансового университета при Правительстве Российской Федерации, Московского государственного индустриального университета, Московского государственного машиностроительного университета, Института мировых цивилизаций, Российского университета дружбы народов.. В настоящее время является главным научным сотрудником Центра научного обеспечения государственной политики в области гражданской авиации Гос НИИ ГА.
За более чем 30-летнюю научно-педагогическую деятельность Н. С. Столярову присвоено почетное звание «Почетный работник высшего профессионального образования».

## Награды
- Заслуженный экономист Российской Федерации.[10]
- Награждён Орденом Дружбы, 15 медалями, грамотами Государственной Думы и Совета Федерации Федерального Собрания Российской Федерации, имеет три Благодарности Президента Российской Федерации. Указом Президента Российской Федерации Б. Н. Ельцина награждён медалью «Защитнику свободной России» — от награды отказался.

## Труды
Автор более 150 работ по морально-психологическим, социально-политическим проблемам управления, вопросам организации государственного и муниципального контроля, стратегического управления развитием гражданской авиации.
- Социально-психологические вопросы научного управления воинскими коллективами в современных условиях. Учебное пособие (1981).
- Культура поведения военного руководителя (1986)
- Искусство управления войсками: деловые игры и конкретные ситуации (1987)
- Анархист М. А. Бакунин (1990)
- Проблема человека в управлении обществом (1991)
- Что же все-таки делать? О политическом реализме и экономической состоятельности (1991)
- Защита геополитических интересов России — ключ к её возрождению (1995)
- Стратегическое управление и контроль (2006)
- Стратегическое управление в условиях экономических трансформаций (2006)
- Финансовый контроль в системе стратегического управления социально-экономическим развитием России (теория и практика). Монография (Москва: Издательство РГСУ «Союз», 2006. — 704 с. ISBN 5-7139-0430-X)
- С. В. Степашин, Н. С. Столяров, С. О. Шохин, В. А. Жуков Государственный финансовый контроль. Учебник для вузов.- Спб.: Питер, 2004. ISBN 5-94723-871-3
- Степашин С. В., Коровников А. В., Столяров Н. С., Сурков К. В. Контрольно-счетные органы РФ (в вопросах и ответах) /Под ред. Степашина С. В. — М.: ИД «Финансовый контроль», 2001. — 152 с. ISBN 5-902048-
- Деловая культура государственного и муниципального служащего: Учебное пособие. — М.: Финансовая академия при Правительстве Российской Федерации. 2009.
- Социально ответственное поведение и корпоративная культура в системе государственного управления. — В кн.: Корпоративная социальная ответственность: управленческий аспект: монография / Под общ. ред. д.э.н., проф. И. Ю. Беляевой, д.э.н., проф. М. А. Эскиндарова. — М.: КНОРУС. 2008. — 504 с. (авторских — 1,2 п.л.).
- Стратегический аудит как важнейший фактор обеспечения экономической безопасности. — В кн.: Материалы Международной научно-практической конференции «Роль государственного аудита в стратегии социально-экономического развития региона». — Симферополь: Изд-во «Салта». 2009.
- Стратегическое управление и контроль //Проблемы теории и практики управления, № 8, 2006. — С. 8-16.
- Сущность государственного финансового контроля // Предпринимательство, № 2, 2006. — С. 84-100.
- Финансовый контроль как фактор совершенствования межбюджетных отношений http://openbudget.karelia.ru/books/conf4doc/35.htm
- Внешний контроль — необходимое условие эффективной реализации национальных проектов // Человек и труд, № 8, 2006. — С.81-82.
- Культурная доминанта в системе государственного управления и контроля в современной России // Вестник ОГУ, № 6, 2006. http://vestnik.osu.ru/2006_6/32.pdf
- Ассоциация контрольно-счетных органов Российской Федерации: годы становления и развития // Вестник АКСОР. 2007. № 1.
- Культура речи руководителя // Вестник АКСОР. 2007. № 1.
- Внешний контроль — необходимое условие эффективности реализации приоритетных национальных проектов // Национальные проекты. 2007. № 4 (11).
- Зарубежный опыт организации финансового контроля и его применение в России // Вестник АКСОР. 2007. № 2-3.
- Внешний финансовый контроль — необходимый атрибут правового государства // Бюджет. 2007. № 7.
- Противодействие коррупции: попытка системного анализа // Вестник АКСОР. 2008. № 1.
- Культура служебных совещаний // Вестник «АКСОР». 2008. № 2.
- Культура приема посетителей // Вестник АКСОР. 2008.
- Роль контрольно-счетных органов Российской Федерации в обеспечении эффективного использования финансовых и материальных ресурсов муниципальных образований в условиях реализации антикризисных мер. — В кн.: Материалы общего собрания (VII конференции) Союза муниципальных контрольно-счетных органов. — Казань: Союз МКСО. 2009.
- Коррупция как системное явление // Актуальные проблемы социально экономического развития России. 2009. № 2.
- Финансовый контроль и финансовый аудит: тождество или различие? // Актуальные проблемы социально-экономического развития России. 2009. № 4.
- Стратегический аудит: зарубежный опыт // «Вестник АКСОР» № 1-20
- Тончайшее звено бюджетной системы // «Вестник АКСОР» № 2-2010;
- Кадры: оптимизация — не всегда сокращение // «Вестник АКСОР» № 3-2010;
- Ещё об одном проекте Минфина // «Российская Федерация сегодня» № 10. Май. 2010;
- Десять лет без права на ошибку // «Финансовый контроль» № 12 декабрь.2010;
- Ассоциация как важнейший фактор эффективности управления бюджетными ресурсами (Доклад на XVI Внеочередной конференции Ассоциации контрольно-счетных органов Российской Федерации) // «Вестник АКСОР» № 4-2010;
- Муниципалитеты: контроль бедности или бедность контроля // «Вестник АКСОР». № 1-2011;
- Зарубежный опыт организации контроля муниципальных финансов // «Вестник АКСОР». № 2-2011;
- Внешний финконтроль: новый этап развития (интервью) // «Бюджет». № 5 (101) −2011;
- Народный бюджет и народный контроль // «Вестник АКСОР». № 3-2011;
- Контроль и право граждан на достойную жизнь // «Вестник АКСОР». № 4 — 2011.